# Govert Bidloo
Govert Bidloo o Govard Bidloo (12 de marzo de 1649 - 30 de marzo de 1713) fue un médico, anatomista, poeta y dramaturgo holandés de la Edad de Oro. Fue el médico personal de Guillermo III de Inglaterra, estatúder holandés y rey de Inglaterra, Escocia e Irlanda.
Bidloo también fue un poeta, libretista de ópera y dramaturgo prolífico. Escribió el libreto de la primera ópera holandesa, Baco, Ceres en Venus (1686) de Johan Schenck. Sus obras completas fueron publicadas en tres volúmenes después de su muerte.
Uno de los estudiantes de Bidloo fue su sobrino Nicolas Bidloo, quien luego se convertiría en el médico personal del zar ruso Pedro I de Rusia y también fundaría una escuela de medicina en Moscú.

## Vida y carrera
Nació en una familia menonita de Amsterdam, y fue hijo y tocayo de un sombrerero. Era el hermano menor del boticario literario Lambert Bidloo (1638-1724), un clasicista minucioso que se esforzó por dominar tanto el latín como el holandés. Govert comenzó su aprendizaje en cirugía y en 1670 se convirtió en alumno del anatomista Frederik Ruysch. Luego estudió medicina en la Universidad de Franeker, recibiendo su título en 1682. En 1688 fue nombrado profesor de disección anatómica en La Haya y en 1690 fue nombrado jefe del servicio hospitalario nacional, cargo que también ocupó en Inglaterra a partir de 1692. En 1694 se convirtió en profesor de anatomía y medicina en la Universidad de Leiden, cargo que ocupó hasta su muerte en 1713, cuando fue sucedido por Herman Boerhaave.

## Anatomia Hvmani Corporis, 1685

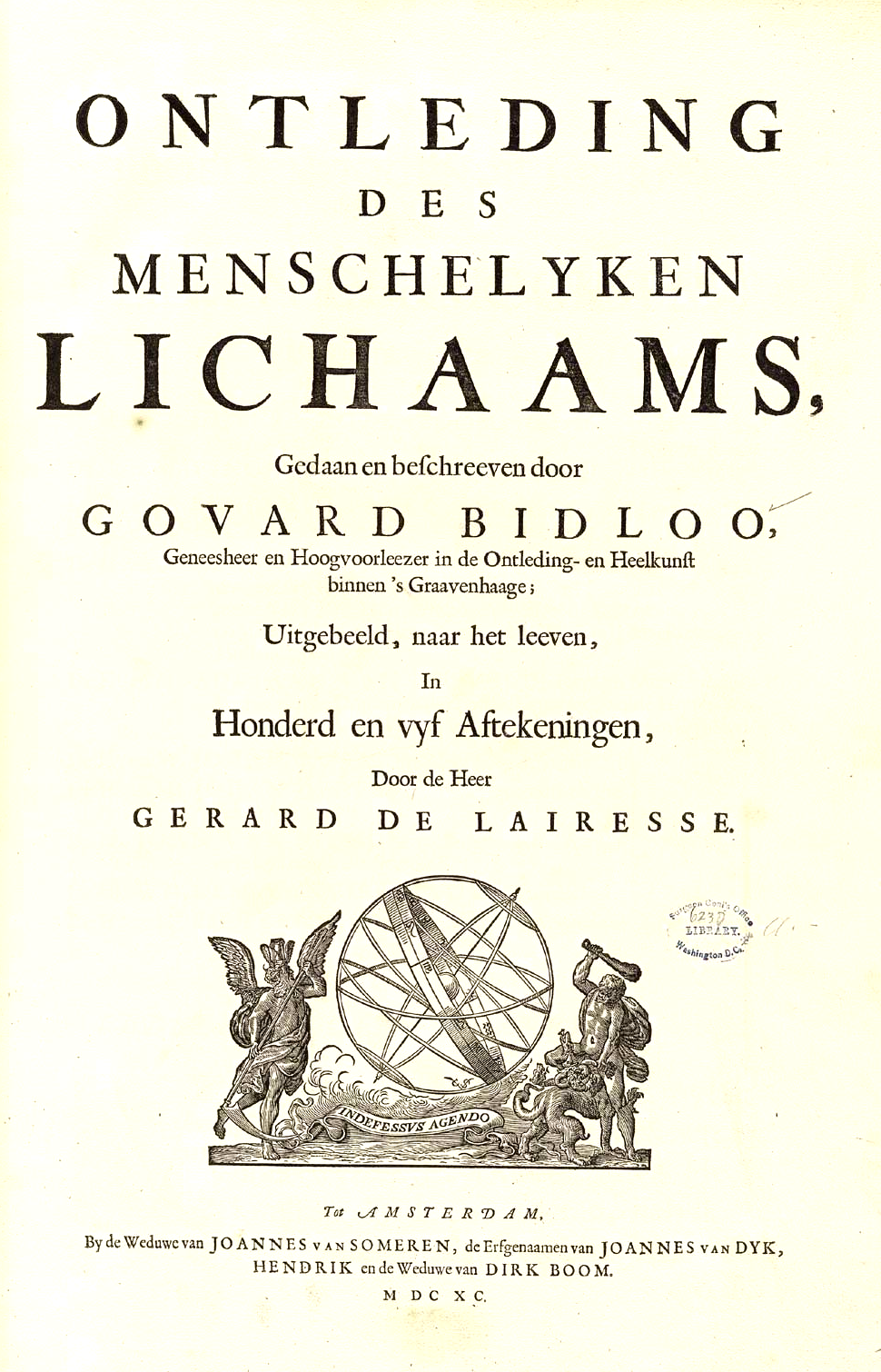
Portada de Anatomia Hvmani Corporis.

En 1685 publicó un atlas anatómico, Anatomia Hvmani Corporis (en neerlandés: Ontleding des menschelyken lichaams). Anatomia Hvmani Corporis describió las crestas papilares en la piel (huellas dactilares). Esta fue una de las observaciones científicas pioneras que sentaron las bases de la identificación forense mediante huellas dactilares. El atlas fue ilustrado con 105 láminas de Gerard de Lairesse, que mostraban la figura humana tanto en actitudes vivas como en cadáveres disecados. El libro fue posteriormente plagiado por el cirujano inglés William Cowper para su Anatomía de los cuerpos humanos (1698), que no daba crédito ni a Bidloo ni a de Lairesse. Esto dio lugar a una serie de intercambios vitriólicos entre Bidloo y Cowper, incluidos varios panfletos publicados en defensa de cada anatomista. Bidloo contribuyó al descubrimiento del ciclo de vida de la duela del hígado, Fasciola hepatica. Se percató de gusanos de anatomía idéntica en los conductos biliares de ovejas, terneros, ciervos y humanos y de la presencia de huevos dentro del cuerpo de un gusano desconocido, posteriormente reconocido como F. hepatica.
Guillermo III de Inglaterra, estatúder holandés y rey de Inglaterra, le pidió a Bidloo que se convirtiera en su médico personal en 1695. El rey murió en sus brazos el 8 de marzo de 1702.
Fue elegido miembro de la Royal Society de Londres en 1696. Murió a los 64 años en Leiden.